# Oldřichov (Přerovi járás)
Oldřichov település Csehországban, Přerovi járásban. Oldřichov Osek nad Bečvou és Sušice településekkel határos. Lakosainak száma 122 fő (2024. január 1.).

## Népesség
A település lakosságának változását az alábbi diagram mutatja:
| Lakosok száma | 105  | 121  | 136  | 114  | 107  | 126  | 118  | 115  | 112  | 122  |
|               | 1869 | 1890 | 1921 | 1950 | 1980 | 2001 | 2017 | 2019 | 2022 | 2024 |